# Charles Henry Rye
Charles Henry Rye, danski general, * 14. julij 1874, † 2. oktober 1969.
Generalmajor Rye je bil direktor v Tehniškem korpusu Danske kopenske vojske (1923-30), general-mojster streliva (1930-41) in vodja Tehniškega korpusa (1941).